# آب‌سنگ حلقوی لهاویانی
اب‌سنگ حلقوی لهاویانی (به لاتین: Lhaviyani Atoll) یک منطقهٔ مسکونی در مالدیو است که در مالدیو واقع شده‌است. اب‌سنگ حلقوی لهاویانی ۱۱٬۹۰۵ نفر جمعیت دارد.